# Schloss Wetzdorf
Schloss Wetzdorf liegt in Kleinwetzdorf in Niederösterreich. Zum Anwesen gehört die Gedenkstätte Heldenberg.

## Geschichte
Ein Eberhard von Wecelendorf scheint 1190 als Zeuge auf. Der Ort dürfte zu Beginn des 14. Jahrhunderts landesfürstlicher Besitz gewesen sein, womit auch ein befestigter Hof angenommen werden kann, der in ein Festes Haus umgebaut wurde. Seit damals gibt es auch historische Unterlagen über die Besitzer. Nach häufigem Besitzerwechsel kam das Lehen 1630 an die Freiherren von Prösing und Wolf Sigmund Freiherr zu Prösing konnte die Herrschaft in freies Eigen umwandeln.
Herzogin Magdalena Sophie Eleonora von Schleswig-Holstein (1664–1720) erwarb 1714 das Schloss und ihr Erbe, Herzog Leopold von Schleswig-Holstein-Sonderburg-Wiesenburg (1674–1744), ließ es in den Jahren 1726 bis 1728 großzügig barockisieren. Auch sein Schwiegersohn, Fürst Karl Thomas zu Löwenstein-Wertheim-Rochefort (1714–1789), trieb den Ausbau voran. Nach weiteren Besitzerwechsel erwarb 1832 Joseph Gottfried Pargfrieder den Besitz und ließ es in den Jahren 1833 bis 1841 klassizistisch renovieren und die Parkanlage als Landschaftsgarten ausbauen.
1870 wurde hier die Franz-Josefs-Bahn (Wien – Budweis) erbaut, die Strecke trennte Schlossanlage vom Landschaftspark.
1902/03 mietete Otto Julius Bierbaum für einige Monate mehrere Räume im Schloss, was dadurch für kurze Zeit zum Treffpunkt von Literaten und Künstlern seines damaligen Arbeits- und Freundeskreises wurde.
Heute gehört das Schloss der Privatstiftung der Industriellenfamilie Turnauer. 2005 fand hier die Niederösterreichische Landesausstellung „Im Zeichen des Kreises – 7000 Jahre bäuerliche Kultur in Niederösterreich“ statt.

## Anlage

### Schloss und Kapelle
Der Schlossbau ist um drei Innenhöfe angelegt, der dritte Hof nur mehr L-förmig halb umfasst. Er ist von einigen Nebengebäuden (Meierhof, Orangerie) umgeben. Zur Straße hin findet sich ein Löwentor.
Als Baudenkmal bedeutend ist insbesondere die Schlosskapelle, in der nördlichen Ecke des ersten Hofs, mit ihrem barocken Zwiebelturm (denkmalgeschützt).

### Schlossgärten

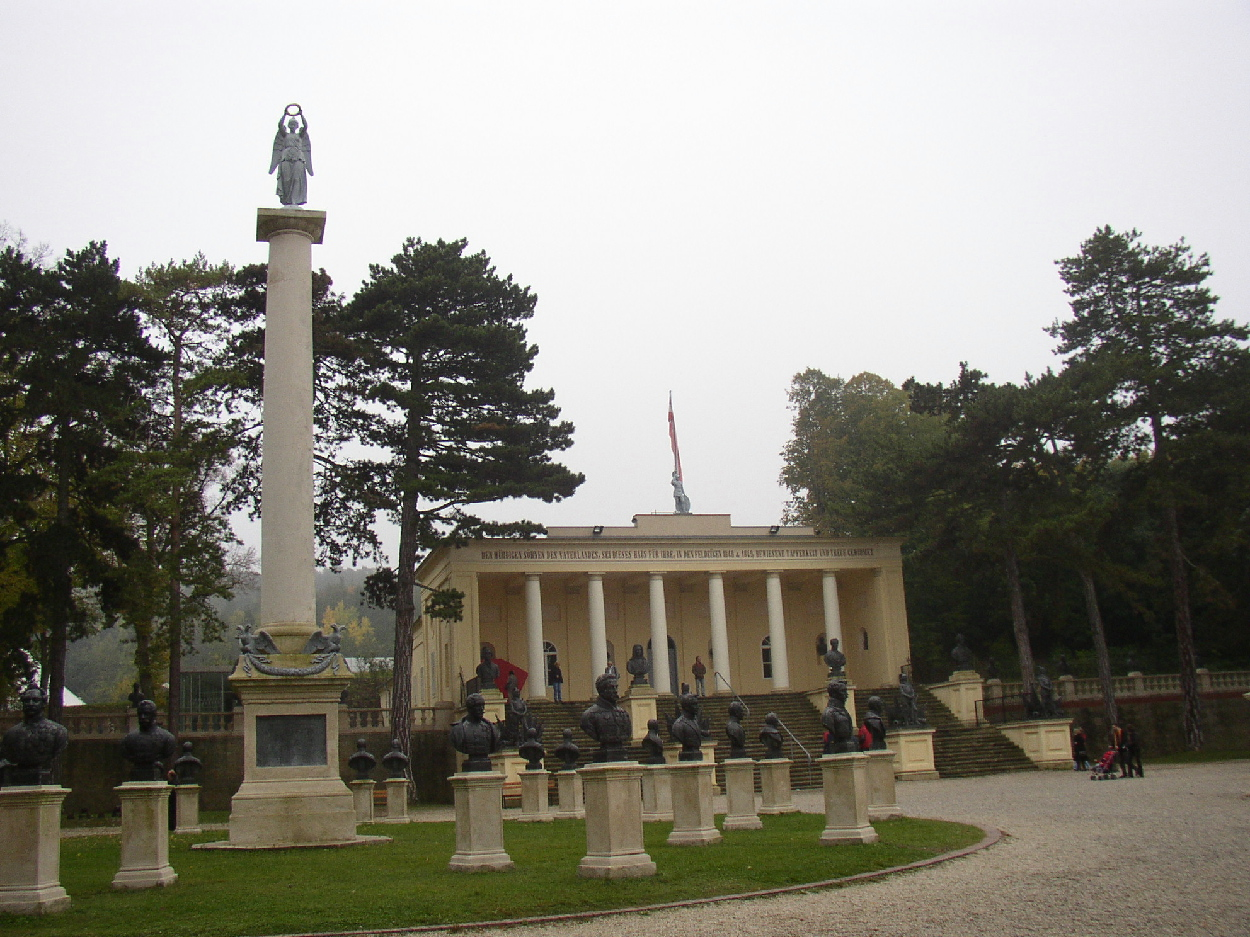
Säulenhalle und Siegessäule am Heldenberg

Um das Schloss liegen mehrere Gärten, die im 18. und der ersten Hälfte des 19. Jahrhunderts in barocker bis klassizistischer Manier teils als Zier-, teil als englischer Landschaftsgarten angelegt wurden. Sie zeigen, trotz späterer Veränderungen und dem derzeit recht verwilderten Zustand, Spuren der originalen Anlagen. Die Staffagen und Gartenbauwerke sind teils völlig verfallen.
Westlich des Schlosses zieht sich den Heldenberg hinauf ein weitläufiger Landschaftsgarten. Etwa 150 Höhenmeter über dem Schloss liegt am oberen Ende des Gartenareals die Gedenkstätte, 1849 von Pargfrieder als „patriotisches Mausoleum“ angelegt.
Die ganze Anlage ist ein durchaus eigentümliches Beispiel der Gartenkunst und ist als eines der bedeutendsten gartenarchitektonischen Denkmalen Österreichs im Denkmalschutzgesetz genannt (Nr. 14 im Anhang zu § 1 Abs. 12 DMSG).